# Jednostka regionalna Lasiti
Jednostka regionalna Lasiti (gr. Περιφερειακή ενότητα Λασιθίου, Periferiaki enotita Lasitiu) – jednostka administracyjna Grecji w regionie Kreta. Powołana do życia 1 stycznia 2011 w wyniku przyjęcia nowego podziału administracyjnego kraju. W 2021 roku liczyła 75 tys. mieszkańców.
W skład jednostki wchodzą gminy:
- Ajos Nikolaos (1),
- Jerapetra (2),
- Oropedio Lasitiu (3),
- Sitia (4).

## Najważniejsze miasta
- Ajos Nikolaos – port, ośrodek turystyczny, siedziba jednostki regionalnej;
- Jerapetra – miasto i port na południowym wybrzeżu wyspy, najdalej na południe wysunięte miasto Europy;
- Sitia – miasto portowe z zamkiem weneckim i z ciekawym muzeum archeologicznym.

## Atrakcje turystyczne
- Farangi Nekron – wąwóz na wschodni wybrzeżu Krety;
- Gurnia – rozległe ruiny miasta minojskiego, wraz z pozostałościami pałacu, a także późniejszej dużej budowli mykeńskiej;
- Kato Zakros – miejscowość nadmorska z ruinami dawnego pałacu minojskiego;
- Malia – miejscowość turystyczna, w pobliżu której znajduje się jeden z pałaców minojskich;
- Mirtos – port i centrum wypoczynkowe na południowym brzegu Krety;
- Wai – kąpielisko w otoczeniu nadmorskiego gaju palmowego;
- Spinalonga – m.in. była grecka kolonia trędowatych.